# 佛爺河石窟
佛爺河石窟位於四川省巴中市通江縣，文物遺址年代判定為唐。2012年7月16日公佈為第八批四川省文物保護單位。
佛爺河石窟位於四川省巴中市通江縣草池鄉活水溝村一組，高3.7米，寬3.97米的一塊黃砂岩巨石上。坐西向東，共有龕窟8個，造像32尊，題記1幅，均彩繪。龕窟形式有單層方形龕、單層圓形龕、雙層圓形龕、外方內屋形龕四種。最大龕高1.2米，寬1.3米，深0.75米，最小龕高0.32米，寬0.22米，深0.05米。造像題材有佛、弟子、菩薩、阿修羅、天龍八部等。造像的組合形式有單尊式、二尊式、三尊式、五尊式和多尊式。從左至右、從上至下編號，最大第6號龕為圓形雙層龕，龕後壁雕一菩提樹，枝葉伸至龕頂。龕內有造像17尊，由一佛二弟子二菩薩二天王二力士一阿修羅及天龍八部組合。佛位於龕窟中央，頭後有圓形頭光，頭飾肉髻，面型方圓，大耳，頸飾三道紋，身穿袒右式佛衣，雙足踏仰蓮台，善跏趺端坐方座上，兩旁有眾弟子、菩薩及天龍八部圍繞，龕口二力士把門。2號單層方形龕內有造像2尊，一尊為阿修羅像，一尊為伴像，阿修羅三頭六臂，上兩手托舉目月，中二手左手持物不明右手持矢，裸上身，下著三叉裙，伴像裸上身，下著裙，均赤足立于龕底。3號單層圓形龕內有單尊阿修羅像，其形狀同2號龕中阿修羅像。該石窟系唐代開鑿，既有北方和中原石窟的相同之處，但又有著自身的風格和特徵。龕窟構圖巧妙，形制和裝飾富於變化。